# Comité d'État sur l'état d'urgence
Le Comité d'État sur l'état d'urgence (en russe : Госуда́рственный комите́т по чрезвыча́йному положе́нию ; transcription : Gosudárstvenny komitét po chrezvycháynomu polozhéniyu), abrégé en CEEU (en russe : ГКЧП ; transcription : GKChP, est un ancien groupe de huit hauts fonctionnaires soviétiques membres du gouvernement Gorbatchev, du Parti communiste de l'Union soviétique et du KGB, qui ont tenté un coup d'État contre le président Mikhaïl Gorbatchev le 19 août 1991. Le publiciste américain Georges Obolensky a également appelé ce groupe le Gang des huit. Le coup d'État a finalement échoué et le gouvernement provisoire s'est effondré le 22 août 1991. Plusieurs des conspirateurs ont ensuite été poursuivis par la Cour suprême de la fédération de Russie.

## Membres
Les huit membres étaient les suivants :
- Guennadi Ianaïev (1937–2010), vice-président de l'URSS ;
- Valentin Pavlov (1937–2003), premier ministre de l'URSS ;
- Boris Pougo (1937–1991), ministre de l'Intérieur ;
- Dmitri Iazov (1924–2020), ministre de la Défense et maréchal de l'Union soviétique ;
- Vladimir Krioutchkov (1924–2007), directeur du KGB ;
- Oleg Baklanov (1932-2021), premier vice-président du Conseil de Défense de l'URSS ;
- Vassily Starodoubtsev (1931–2011), président de l'Union des paysans de l'URSS ;
- Aleksandr Tizyakov (1926–2019), président de l'Association des entreprises d'État.

Pougo s'est suicidé par balle afin d'éviter d'être arrêté par les autorités à la suite du putsch, tandis que les sept autres membres ont été arrêtés. Cependant, il y a des spéculations selon lesquelles Pougo pourrait avoir été assassiné par les autorités.

## Coup d'État
La tentative de coup d'État en URSS, ayant eu lieu du 19 au 21 août 1991, était une tentative du Comité d'État pour l'état d'urgence (CEEU) de prendre le contrôle du pays et de démettre de ses fonctions le président de l'Union soviétique, Mikhaïl Gorbatchev. Les membres du CEEU étaient des partisans de la ligne dure du Parti communiste de l'Union soviétique qui s'opposaient aux divers programmes de réforme mis en place par Gorbatchev et à la nouvelle Union des États souverains qu'il avait négociée. Cette Union redistribuait une grande partie du pouvoir du gouvernement central aux républiques soviétiques. Le coup d'État a échoué après seulement deux jours et, bien que Gorbatchev ait été rétabli à son poste de président, son autorité a été irrémédiablement fragilisée et son influence à l'extérieur de Moscou a drastiquement baissé. Cet événement a déstabilisé l'Union soviétique et beaucoup pensent qu'il a joué un rôle clef à la fois dans la disparition du PCUS et dans la dislocation de l'URSS. Après l'échec de ce putsch, les sept membres encore vivants du CEEU ont été arrêtés.

## Procès
Le 14 décembre 1992, soit un an après la tentative de coup d'État, le procureur général de Russie, Valentin Stepankov, a déclaré le CEEU comme coupable.  Ce jugement a été envoyé au collège militaire de la Cour suprême de la fédération de Russie. Anatoliy Oukolov, vice-président du Collège, a été chargé d'examiner l'affaire et l'audience a été fixée au 26 janvier 1993. Les accusés comprenaient les sept membres vivants susmentionnés du groupe ainsi qu'Oleg Chenine (1937–2009), membre du Politburo et du secrétariat du PCUS ; Anatoli Loukianov (1930–2019), président du Soviet suprême de l'Union soviétique ; et Valentin Varennikov (1923–2009), général de l'Armée, vice-ministre de la Défense et commandant des Forces terrestres.
Le procès a duré plus de dix mois, du 14 avril 1993 au 1er mars 1994. Les audiences étaient ouvertes au public et à la presse. La presse étrangère n'a quant à elle pas participé en raison du manque d'espace dans les salles d'audience. Une commission a été chargée de l'affaire et était composée de neuf personnes et dirigée par Denisov, un procureur général adjoint. Les avocats de la défense, Genri Reznik (pour Chenine), Genrikh Padva, Iouri Ivanov (pour Krioutchkov) et Dmitri Shteinberg (pour Varennikov) ont été embauchés, mais au total, il y avait dix-sept avocats de la défense. Après diverses manœuvres dilatoires mises en scène par la défense, le procès s'ouvrit le 30 novembre 1993. Les principaux accusés étaient Iazov, Krioutchkov, Chenine et Varennikov.
Le 23 février 1994, la Douma d'État a délivré une amnistie à la défense, et le 1er mars 1994, l'affaire a été classée, les dix accusés acceptant l'amnistie. Varennikov a demandé l'amnistie à condition que Mikhaïl Gorbatchev soit le prochain à être poursuivi ; il a en effet accusé Gorbatchev d'avoir été la cause de ce récent désordre politique. Le tribunal a rejeté sa requête et, lorsque Varennikov a envoyé sa requête au bureau du procureur général, elle a été rejetée à nouveau.
Dix jours après la clôture du procès, le présidium de la Cour suprême a relancé les poursuites, jugeant qu'il y avait eu des manquements à la procédure concernant l'amnistie. Le Présidium a donc organisé une nouvelle audience et nommé un nouveau juge : Viktor Aleksandrovitch Iaskine. Ce dernier a procédé à l'examen de l'affaire en utilisant des procédures judiciaires révisées. Iaskine a offert l'amnistie aux accusés, et tous l'ont acceptée, à l'exception de Varennikov. Varennikov a malgré tout été acquitté au motif qu'il suivait les ordres du ministre de la Défense. Krioutchkov, Iazov, Chenine et Pavlov ont été dénoncés comme les principaux conspirateurs.

## Destin des membres
Iazov a passé un total de 18 mois à Matrosskaïa Tichina, une prison au nord de Moscou. Selon le magazine russe Vlast no 41(85) du 14 octobre 1991, il a contacté le président depuis la prison à l'aide d'un message vidéo enregistré, dans lequel il se repentait et se qualifiait de « vieux fou »[réf. nécessaire]. Iazov nie avoir jamais fait cela, et il a également accepté l'amnistie offerte par les Russes déclarant qu'il n'était pas coupable. Il a été démis de toutes ses fonctions militaires par décret présidentiel et, lors de sa libération, il a reçu une arme de cérémonie. Il a également reçu un ordre d'honneur des mains du président de la fédération de Russie. Iazov a ensuite travaillé comme conseiller militaire à l'Académie de l'État-Major général. Il est décédé en 2020 à Moscou, des suites d'une longue maladie.
Baklanov a passé 18 mois à Matrosskaïa Tichina, puis a également accepté l'amnistie de 1994, déclarant qu'il n'était pas coupable. Il a ensuite travaillé comme directeur de Rosobshchemash. Ianaïev a aussi passé 18 mois à la prison de Matrosskaïa Tichina. Il est ensuite devenu président du département d'histoire nationale de l'Académie Internationale Russe du Tourisme.
Pavlov avait été transporté à l'hôpital pendant le coup d'État avec un diagnostic d'hypertension. Cependant, le 29 août 1991, il a été transféré à Matrosskaïa Tichina. Il a accepté l'amnistie déclarant qu'il n'était pas coupable, et est devenu plus tard le directeur de la Chasprombank. Pavlov a quitté son poste au sein de cette banque le 31 août 1995 et six mois plus tard, la banque s'est retrouvée sans licence. Il a ensuite été conseiller à Promstroibank, aujourd'hui connue sous le nom de Banque VTB. Pavlov est décédé en 2003 après une série de crises cardiaques et a été enterré à Moscou.

### Évaluations des entretiens d'Anatoliy Oukolov
Selon la société de production russe Vzglyad, Anatoliy Oukolov, la personne initialement chargée des poursuites à l'encontre des membres du CEEU, aurait imputé cette tentative de coup d'État de 1991 à Gorbatchev, laissant ainsi entendre que le dirigeant n'aurait pas dû prendre de vacances au moment des faits. Cependant, dans une interview avec le journal Komsomolskaïa Pravda, Oukolov a également mentionné comment les membres du CCEU ont choisi de ne pas suivre la Lettre et esprit de la loi, mais plutôt de prendre la situation en main.